# Bruno David Roma
Bruno David Roma (Santo André, 26 juli 1989) is een Braziliaanse middenvelder die drie seizoenen onder contract stond bij Helmond Sport (2006-2009). In zijn jeugdjaren speelde hij bij EC Santo André en Paoã de Acucar. Roma maakte zijn debuut in het betaalde voetbal op 12 januari 2007 tegen VVV-Venlo.

## Carrière
| Seizoen | Club          | Wedstrijden | Doelpunten | Competitie     |
| ------- | ------------- | ----------- | ---------- | -------------- |
| 2006/07 | Helmond Sport | 3           | 0          | Eerste Divisie |
| 2007/08 | Helmond Sport | 13          | 2          | Eerste Divisie |
| 2008/09 | Helmond Sport | 10          | 1          | Eerste Divisie |
| Totaal  |               | 26          | 3          |                |